# Castellet de Banyoles
Le Castellet de Banyoles est une ancienne cité ibérique et un site archéologique  datant du IIIe siècle av. J.-C. situé à Tivissa (comarque de Ribera d'Ebre), dans la province de Tarragone en Catalogne,.
L'ensemble du site ibérique du Castellet de Banyoles a été déclaré monument historique, artistique et archéologique national en 1978 et Bien d'intérêt culturel.

## Géographie

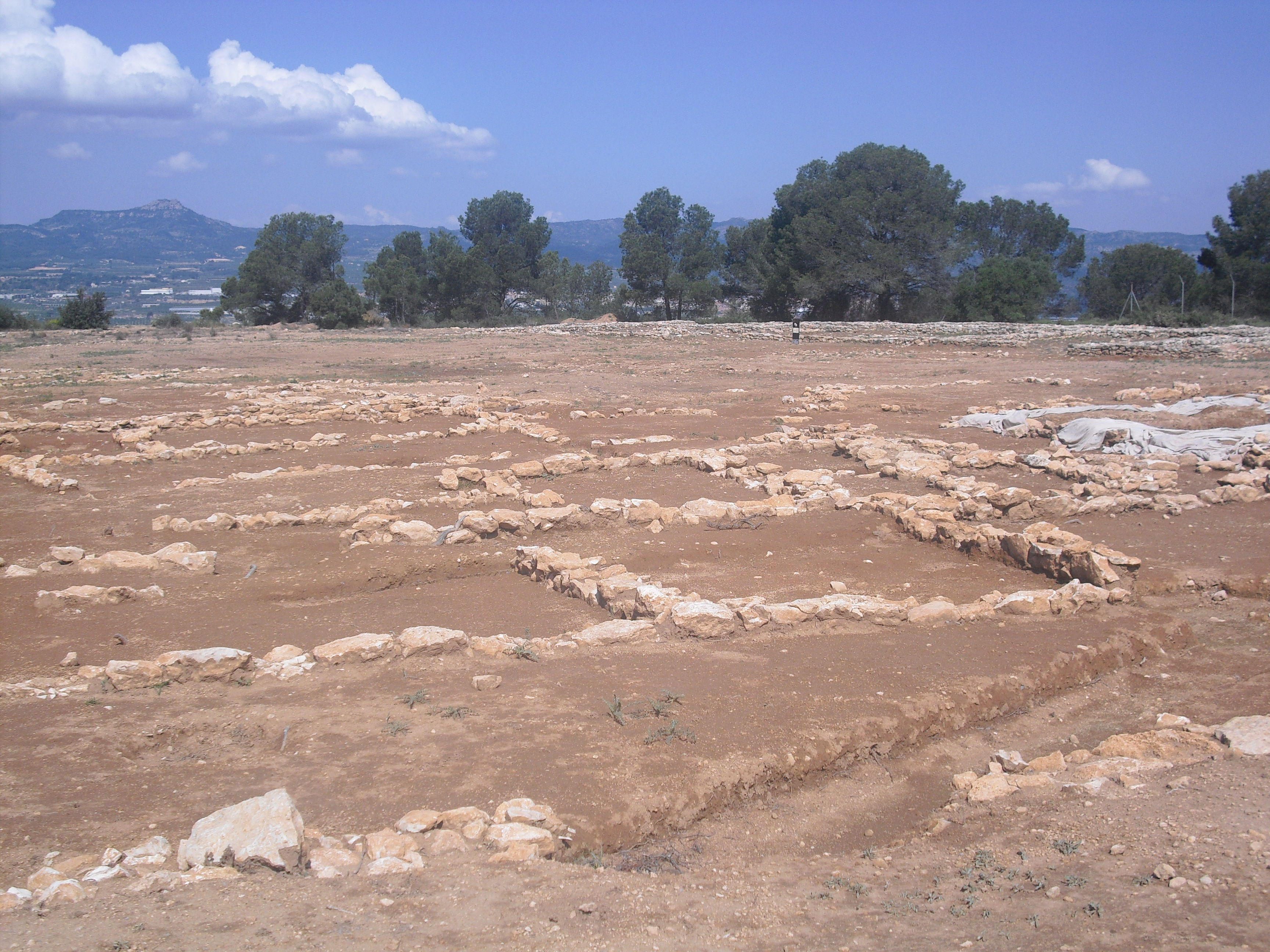
La zone du village.

Le Castellet de Banyoles, cité ibère de la tribu des Ilercavons, est situé à environ 7 km de Tivissa, sur un promontoire plat faisant face à la rive gauche de l'Èbre, à une altitude de 172 m au-dessus du niveau de la mer. La forme du promontoire est celle d'un triangle isocèle et il est entouré de falaises abruptes qui rendent impossible l'accès depuis n'importe où sauf par l'étroite entrée en entonnoir. Face à la ville fortifiée, se trouvaient environ 7 000 ha de terres arables.

## Description

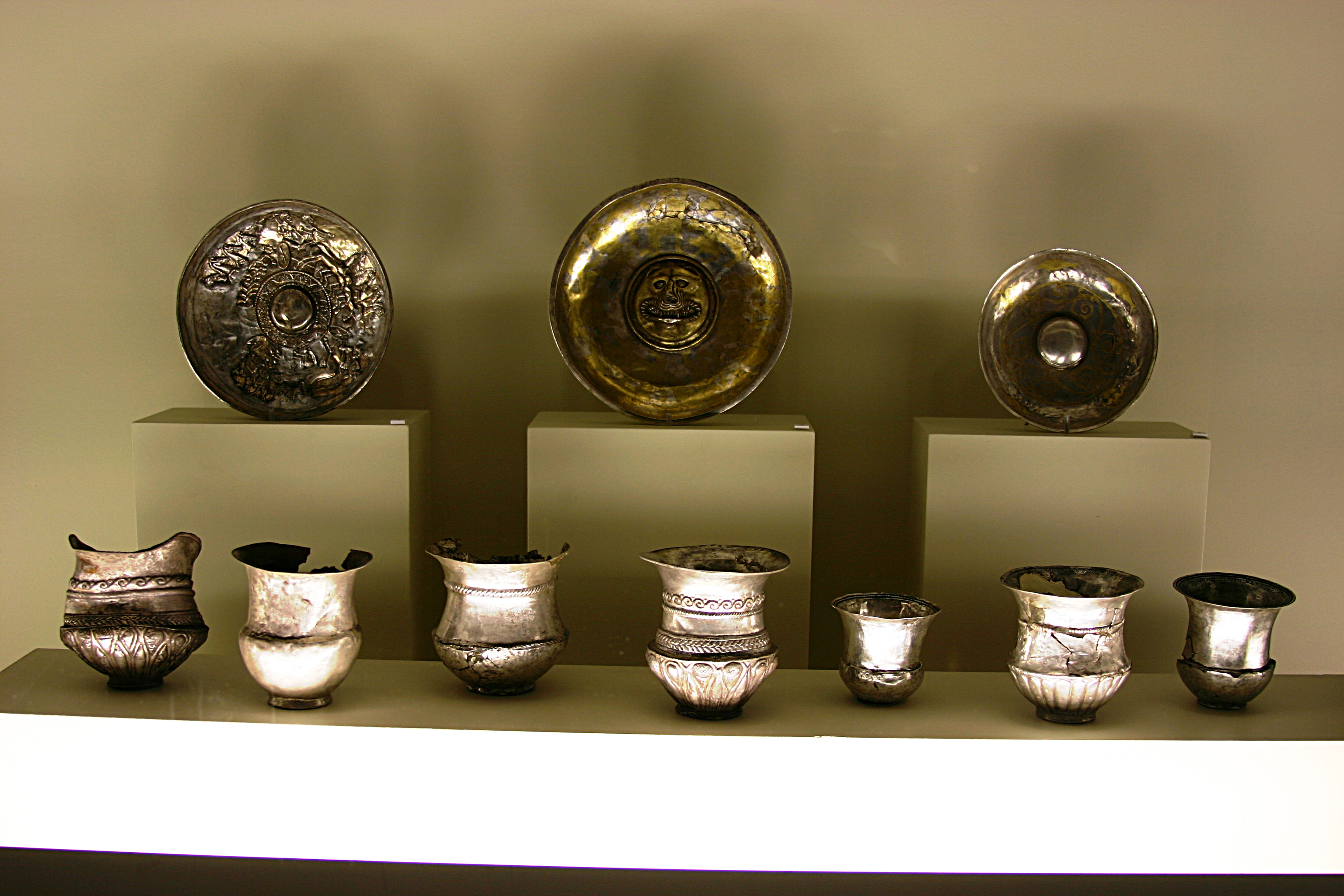
Le trésor de Tivissa (Muse archéologique de Catalogne).

Le site est principalement connu pour ses tours pentagonales flanquant l'entrée, uniques parmi les fortifications protohistoriques de la péninsule ibérique et pour le soi-disant trésor de Tivissa découvert en 1927, composé d'un ensemble de vases décorés d'argent et d'or. La plupart des pièces archéologiques les plus spectaculaires situées dans la colonie se trouvent actuellement au Musée d'archéologie de Catalogne à Barcelone.
Établie vers la première moitié du IVe siècle av. J.-C., la ville connut une destruction généralisée, produite par un siège romain, peut-être pendant les révoltes d'Indibilis et de Mandonius (206-205 av. J.-C.) ou, plus probablement, pendant la campagne de Caton l'Ancien (195 av. J.-C.). Des traces du camp romain ont été identifiées à l'extérieur de l'enceinte fortifiée.
Sur le site se trouve un autre bien d'intérêt culturel espagnol du même nom, le Castellet de Banyoles composé des ruines d'un château médiéval faisant face à la marge gauche de la rivière.

## Étymologie
Le nom de Castellet de Banyoles vient du château médiéval du XIIe siècle dans le coin sud-ouest du site. Un document de 1153 cite le lieu comme « caput de Bannoles » (tête/renflement de Banyoles). On pense que Banyoles dérive d'un terme latin signifiant « zone humide » ; dans ce cas, se référant aux zones humides environnantes, bien qu'il puisse tout aussi bien dériver d'un anthroponyme.

## Galerie

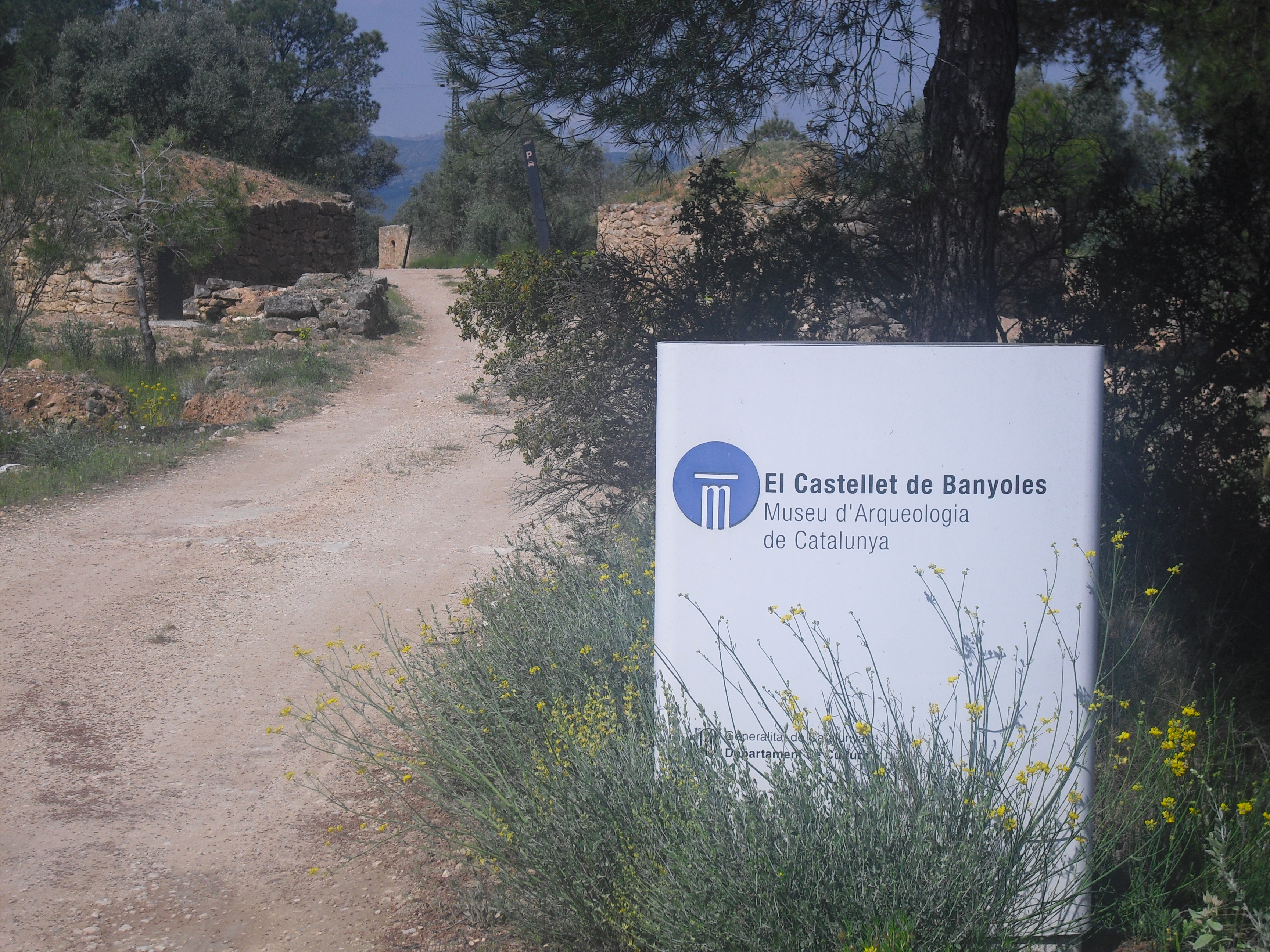
L'entrée du site.
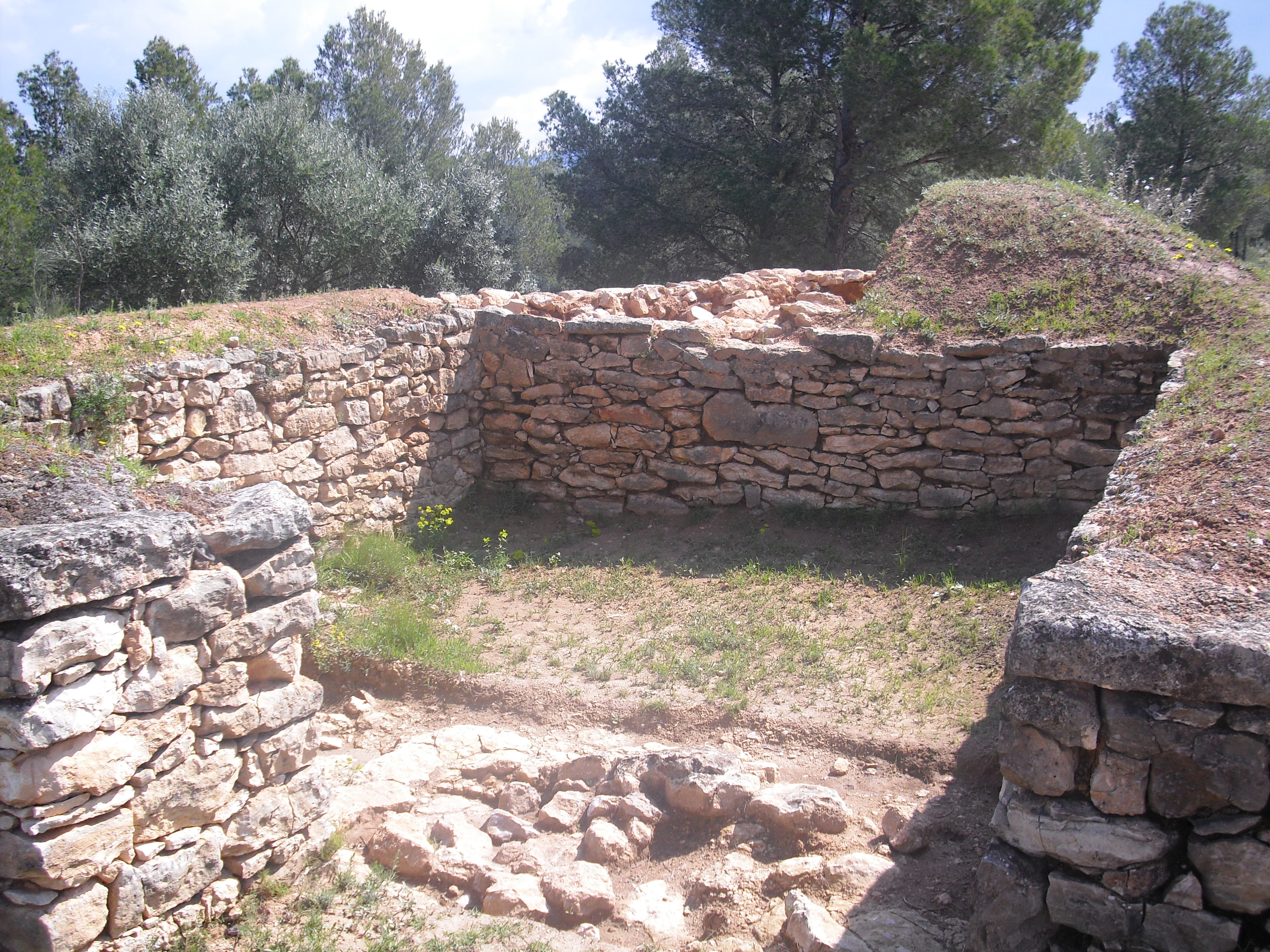
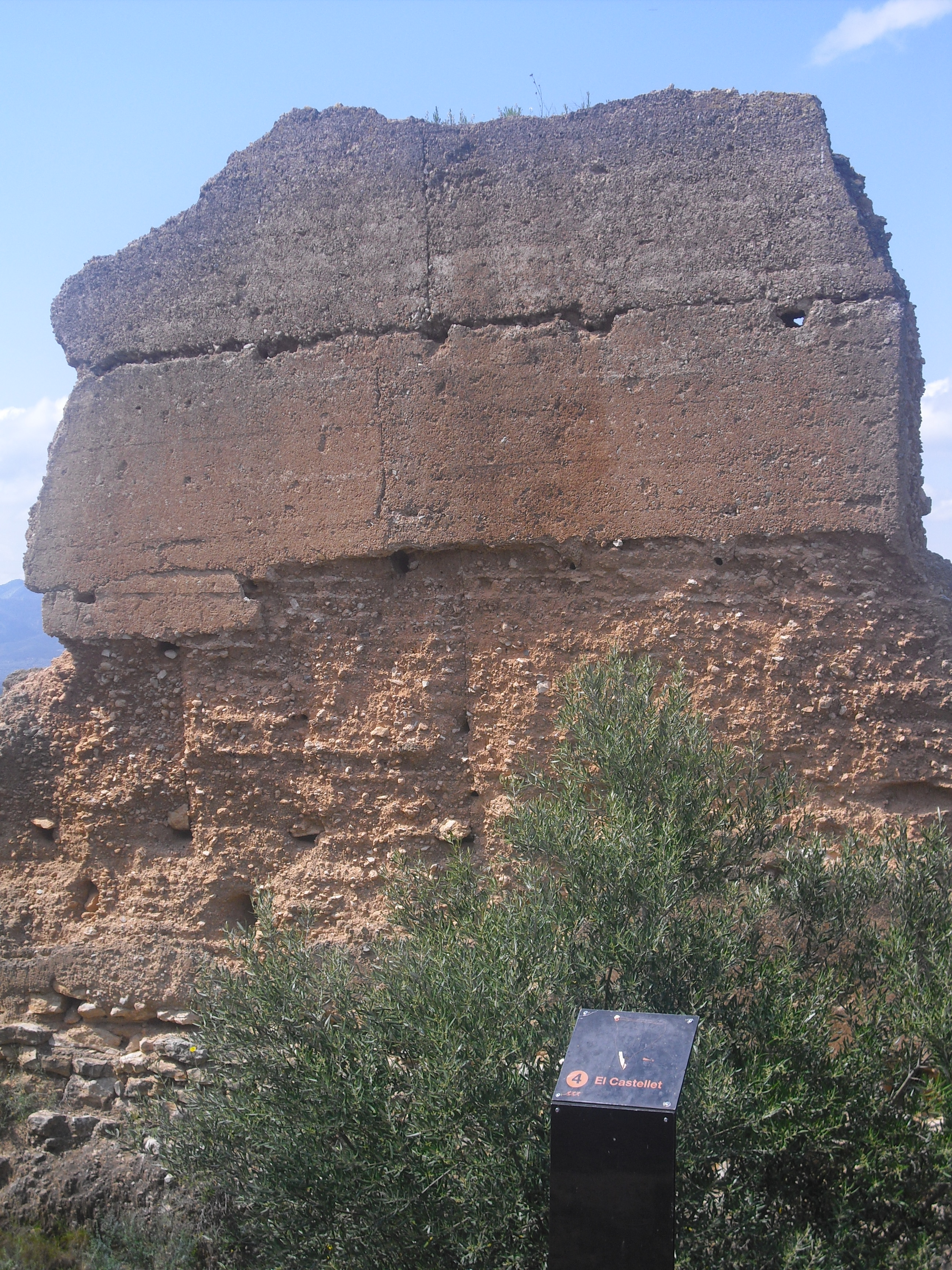
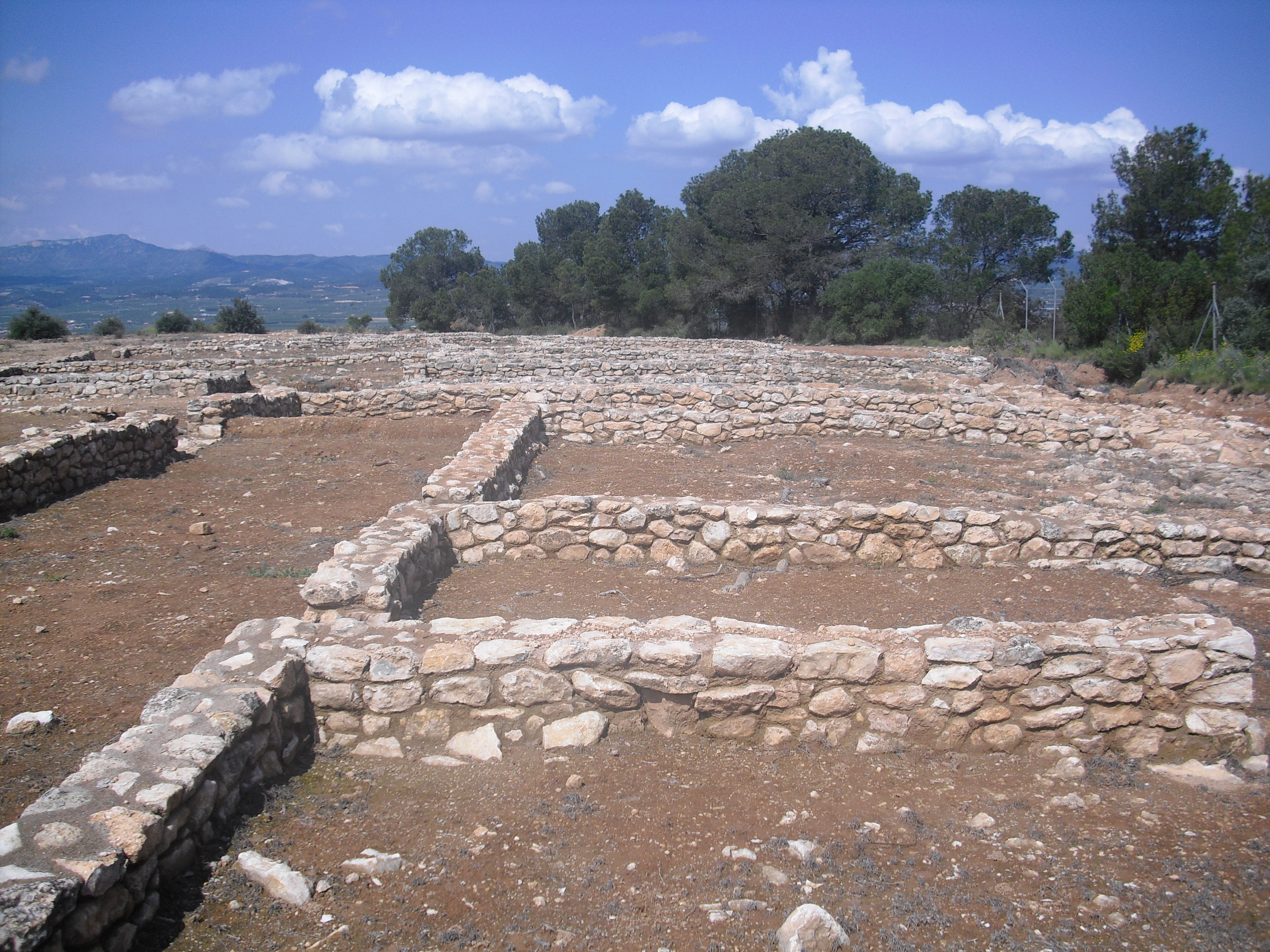